# Kaiser-Franz-Joseph-Denkmal (Přívěsť)

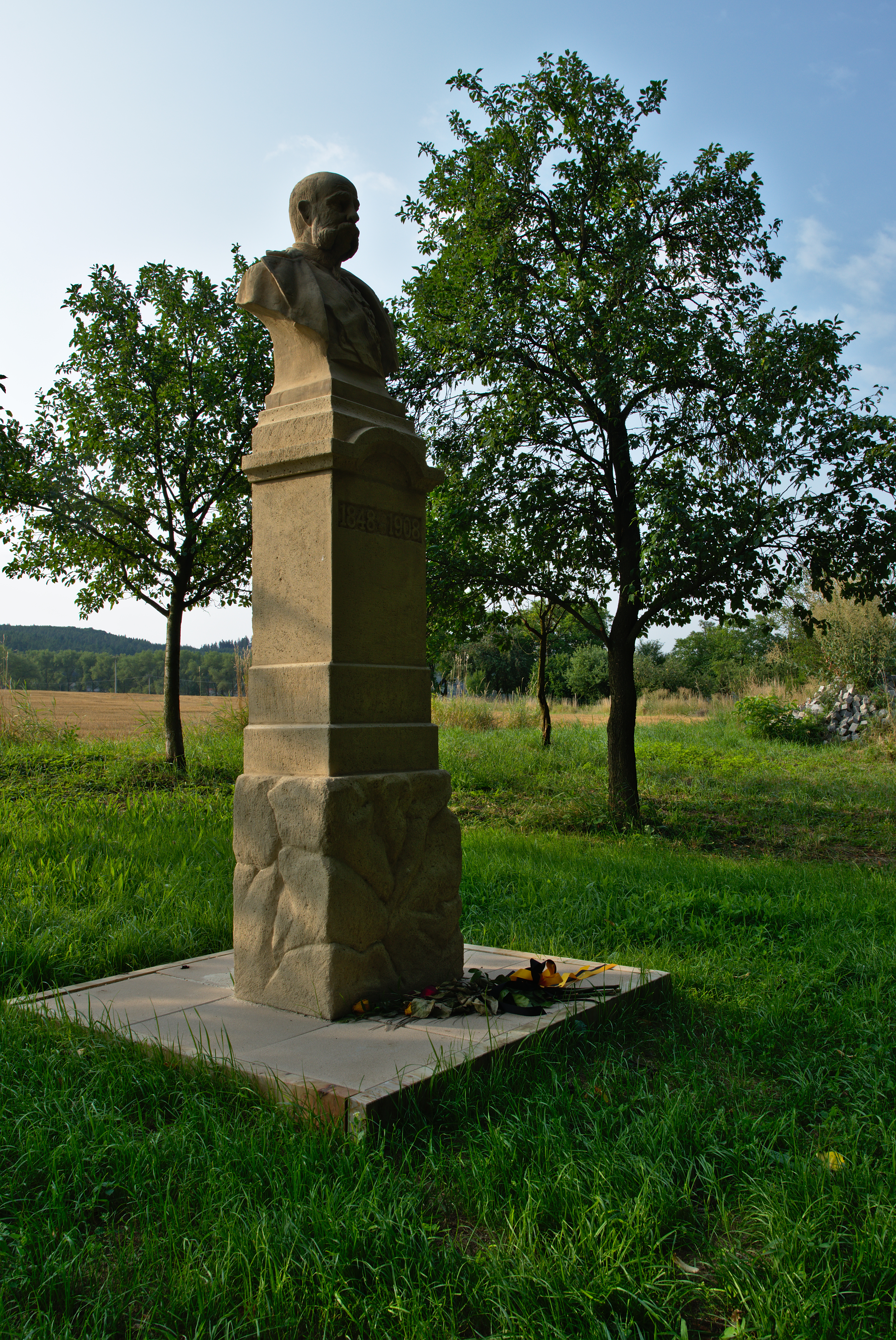
Kaiser-Franz-Joseph-Denkmal in Přívěsť (2019)

Das Kaiser-Franz-Joseph-Denkmal ist ein Persönlichkeitsdenkmal in der Ortslage Přívěsť der Gemeinde Světlá in Tschechien. Es wurde 1908 enthüllt, nach zehn Jahren gestürzt und ein Jahrhundert später wiederhergestellt.

## Lage
Das Denkmal steht in der Flur Trávniky am südlichen Ortsrand von Přívěsť.

## Beschreibung
Es besteht aus einer auf einem Steinsockel ruhenden Büste. Im oberen Teil des Sockels ist die Inschrift „1848 1908“ eingehauen.

## Geschichte
Das Kaiser-Franz-Joseph-Denkmal im damaligen Ortsteil Přívěsť / Duldungsdorf wurde 1908 aus Anlass des 60-jährigen Regierungsjubiläums des Monarchen errichtet. Die feierliche Enthüllung erfolgte am 30. Jahrestag der Besetzung der osmanischen Provinzen Bosnien und Herzegowina.
Das Kaiserdenkmal wurde nach dem Ende des Ersten Weltkrieges und der Proklamation der Tschechoslowakei im Jahre 1918 durch einige Einwohner der Gemeinde als Symbol der untergegangenen Monarchie umgestürzt. Die kopflose Büste wurde in der Scheune des Hauses Nr. 1 eingemauert, der Verbleib des Kopfes war nicht bekannt.
Nach dem Historienspektakel Návštěva Františka Ferdinanda d‘Este do Světlé (Besuch von Franz Ferdinand von Österreich-Este in Světlá) informierte im Juli 2014 ein Einwohner die Gemeinde, dass der Kaiserkopf bei ihm zu Hause stünde.
Daraus entstand der Plan zur Wiederherstellung des Denkmals an seinem alten Standort. Realisiert wurde er anhand von alten Fotografien in Zusammenarbeit mit dem Bildhauer und Restaurator Allan Doupal aus Šternberk. Am 13. August 2017 fand im Rahmen der Světláer Kirmes die feierliche Enthüllung statt.